# Удивителна термосбена
Удивителните термосбени (Thermosbaena mirabilis) са вид висши ракообразни от семейство Thermosbaenidae.
Таксонът е описан за пръв път от Теодор Моно през 1924 година.